# مارثا إليكوت تايسون
كانت مارثا إليكوت تايسون (13 سبتمبر 1795 – 5 مارس 1873) زعيمةً ضمن محفل الكويكرز في بالتيمور، ومدافعة عن حقوق المرأة، ومناهضة العبودية، وكاتبة السيرة الذاتية لبنجامين بانكر، ومؤسِّسة مشاركة لكلية سوارثمور. كانت زوجة نيثان تايسون، التاجر وابن محرر العبيد ومناصر إلغاء العبودية إليشا تايسون. كانت الجدة الكبرى لسيناتور ولاية ماريلاند جيمس كلارك (1918 – 2006). وشُمِلت في قاعة مشاهير نساء ماريلاند في العام 1988.

## السنوات الأولى والتعليم
ولدت مارثا في 13 سبتمبر 1795 لوالدَيها جورج إليكوت وإليزابيث (بروك) إليكوت، اللذين كانا من عائلة إليكوت المحترمة من الكويكرز في ماريلند. كان بيت العائلة عبارة عن منزل حجري شُيّد في العام 1789 قريبًا من نهر باتابسكو وطاحونة العائلة. واعتاد والدها استضافة الأمريكيين الأصليين في بيتهم.
كانت مارثا واحدةً من سبعة أبناء، ولدت وترعرعت في إليكوتس ميلز (التي تُدعى في الوقت الحاضر إليكوت، ماريلند)، والتي أسسها جدها أندرو إليكوت وإخوته. تذكر كتبُها زيارة الزعيم ليلتل تيرتل لهم في عيد الميلاد في العام 1807 عندما كانت في الثانية عشرة من عمرها. على الرغم من أنها لم تكمل تعليمها المدرسي الرسمي بعد التعليم الابتدائي، فقد تلقّت تعليمًا جيدًا في البيت، وتحدثت الفرنسية بطلاقة.

## الزواج والأبناء
في العام 1815، تزوجت مارثا من نيثان تايسون، ابن رجل الكويكرز والمنادي بإلغاء العبودية من بالتيمور، إليشا تايسون. خلال حياته، عمل نيثان تايسون كأول رئيس لغرفة التجارة في بالتيمور وأول رئيس لشركة بالتيمور لتجارة الذرة والطحين. وعاش تايسون «قصة حب لطيفة» مع زوجته، واتخذا موقفًا مرِنًا تجاه بعض جماعات الكويكرز الأخرى. وُصِفت الزوجة تايسون بأنها «امرأة تحظى بقدر كبير من اللطافة والوقار في تحرّكاتها، وذات عقل غزير الثقافة، ولديها العديد من المؤهلات.»
أنجب الزوجان اثنا عشر طفلًا، بلغَ عشرة منهم مرحلة الرشد، وبلغ ثمانية منهم منتصف العمر. يُذكَر من بين أطفالهم جيمس تايسون (الذي توفي خلال العام 1905 أو في أوائل العام)، وإليزابيث بروك تايسون سميث، وهنري تايسون، وإيزابيلا (التي توفيت في العام 1905)، وفريدريك تايسون، وروبرت تايسون، ولوسي تايسون فيتزهيو، وآن تايسون كيرك. حرِصت الأمّ تايسون على تلقّي أبنائها وبناتها تعليمًا جيدًا.
توفي نيثان في 6 يناير 1867، وعُقدت جنازته في 9 يناير 1867. قال عنه كبار مسؤولي شركة بالتيمور للذرة والطحين، «لقد ضربَ لنا المتوفى في سلوكه اليومي مثالًا عمليًا على نزاهته المشهود له بها، ولباقته مع الجميع وطيبة قلبه».

## المناصِرة لإلغاء العبودية والمربية مِن الكويكرز
كانت مارثا عضوًا في مصلّى ليتل فولز في مقاطعة هارفورد. وفي سن 35، اختيرت تايسون كزعيمة في محفل الكويكرز في بالتيمور. وعندما كانت في السادسة والستين من العمر، عُيّنت قسيسةً، رغم أنها كانت قد عملت لسنواتٍ في ذلك المنصب بشكل غير رسمي. سعت تايسون إلى تحسين الفرص التعليمية للأشخاص والنساء المستعبدين، وساعدت مع زوجها في تأسيس مكتبة فولستون العامة. وبناءً على اقتراحها، أُنشئت لجنة للتعليم في محفل بالتيمور السنوي لإعداد المعلمين والتركيز على التعليم العالي لأطفال الكويكرز. وكانت مارثا من دعاة إلغاء العبودية.

## كلية سوارثمور
نتيجة لتفانيها، ودعمها، واهتمامها بالتعليم، أصبحت مارثا مؤسسًا مشاركًا لكلية سوارثمور. فقد سعت لمدة عشر سنوات تأسيس كلية إنما بلا جدوى. حاولت مارثا وزوجها اتباع نهج جديد لدى عقدهما اجتماعًا في منزلهم استضافَ قادة الكويكرز من نيويورك، وبنسلفانيا، وماريلاند. سرّع ذلك الاجتماع الذي ضم 30 قائدًا بالحركة لإنشاء ثاني كلية مختلطة في الولايات المتحدة، مما أتاحَ فرصًا تعليمية جديدة للنساء.